# Matteo Sereni
Pour les articles homonymes, voir Sereni.
Matteo Sereni (né le 11 février 1975 à Parme) est un footballeur italien. Il évolue au poste de gardien de but.

## Clubs successifs
- 1993-1997 : Unione Calcio Sampdoria
  - 1994-1995 :  AC Crevalcore (prêt)
- 1997-1998 :  Plaisance Football Club
- 1998-1999 :  Empoli Football Club
- 1999-2001 :  Unione Calcio Sampdoria
- 2001-2002 :  Ipswich Town Football Club
- 2002-2003 :  Brescia Calcio
- 2003-2007 :  Società Sportiva Lazio
  - jan. 2006-2006 :  ASD Trévise 2009 (prêt)
- 2007-2010 :  Torino Football Club
- 2010-2011 :  Brescia Calcio

## Palmarès
- 1 Coupe d'Italie de football : 2004 SS Lazio